# Kościół św. Andrzeja Boboli w Krajniku Górnym
Kościół św. Andrzeja Boboli w Krajniku Górnym – katolicki kościół parafialny zlokalizowany we wsi Krajnik Górny w gminie Chojna, w powiecie gryfińskim (województwo zachodniopomorskie).

## Historia i architektura
Kościół wzniesiony został w XV wieku. Sytuowany jest na rzucie prostokąta. Murowany z kamieni narzutowych, jest budowlą salową, orientowaną. Nawę nakrywa dach dwuspadowy. Do ściany wschodniej dostawiona jest zakrystia. Szczyt ściany wschodniej, wykonany w stylu renesansowym, pochodzi z przełomu XVI i XVII wieku. Od strony zachodniej do nawy przylega dostawiona w XVI wieku wieża, nakryta ostrosłupowym hełmem zakończonym krzyżem. Na wieży zawieszone są dwa dzwony, z XV i XVIII wieku.
Wnętrze kościoła nakrywa sklepienie kolebkowe. W prezbiterium zachował się XVIII-wieczny ołtarz ambonowy, ze zdobieniami w formie kolumienek, belkowania i rzeźbionej ornamentyki, ze wstawionym współcześnie obrazem przedstawiającym św. Andrzeja Bobolę. W ścianie prezbiterium znajdują się dwa prostokątne okna flankujące ołtarz i jedno znajdujące się wyżej okno w formie okrągłej. Przy ścianie bocznej umieszczona jest ambona z baldachimem, ozdobionym malowidłem przedstawiającym Ducha Świętego pod postacią gołębicy. Na ścianie zachodniej znajduje się wsparta na słupach empora chórowa. Na ambonę prowadzi nietypowe wejście, usytuowane na zewnątrz kościoła. W kościele znajduje się także XIX-wieczny feretron przedstawiający chrzest Jezusa i Świętą Rodzinę z Duchem Świętym, przywieziony po 1945 roku przez polskich osadników z Milczyc w dawnym województwie lwowskim.
Po zakończeniu II wojny światowej kościół został poświęcony jako świątynia katolicka w 1946 roku.

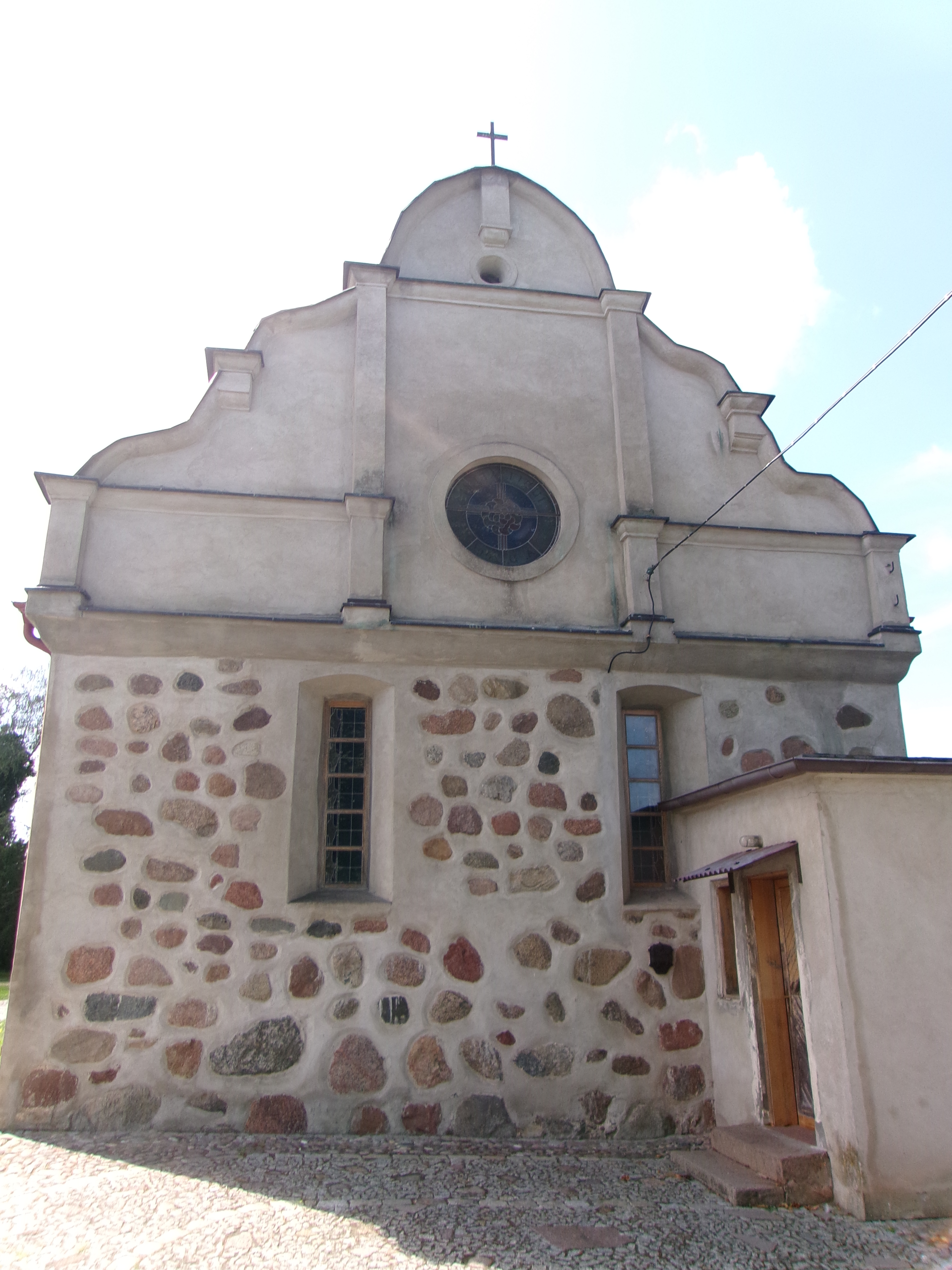
Ściana wschodnia
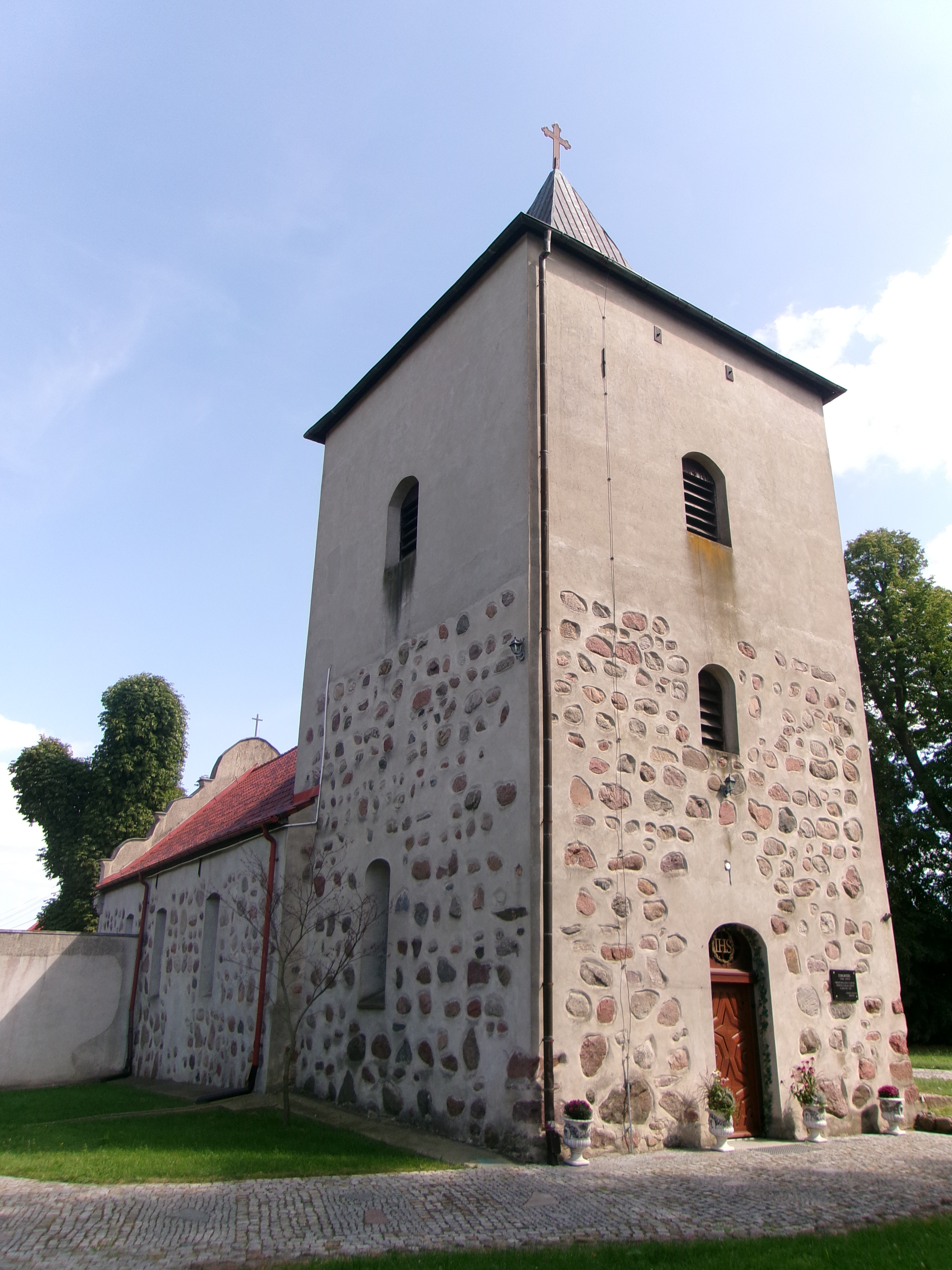
Wieża
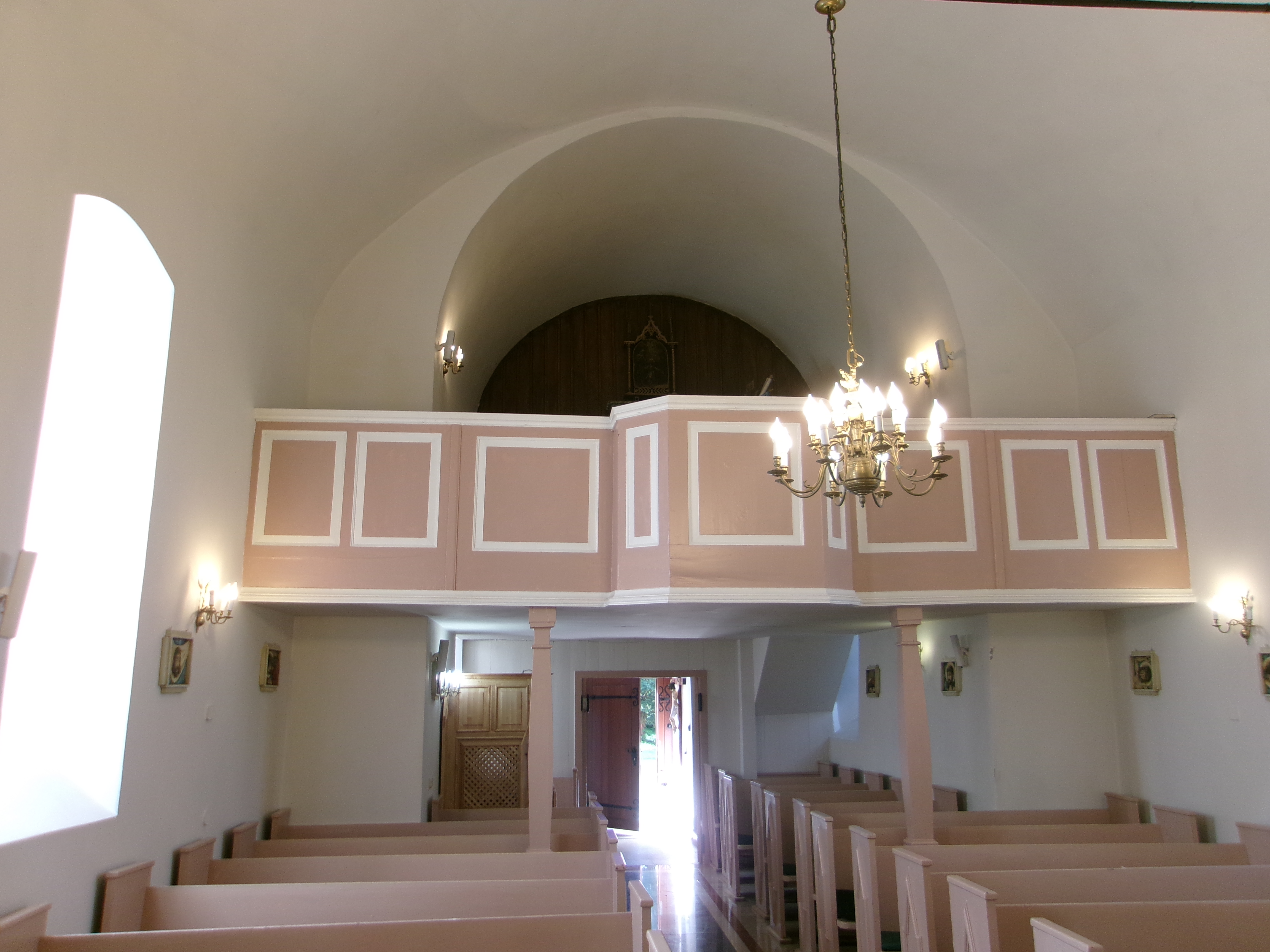
Empora
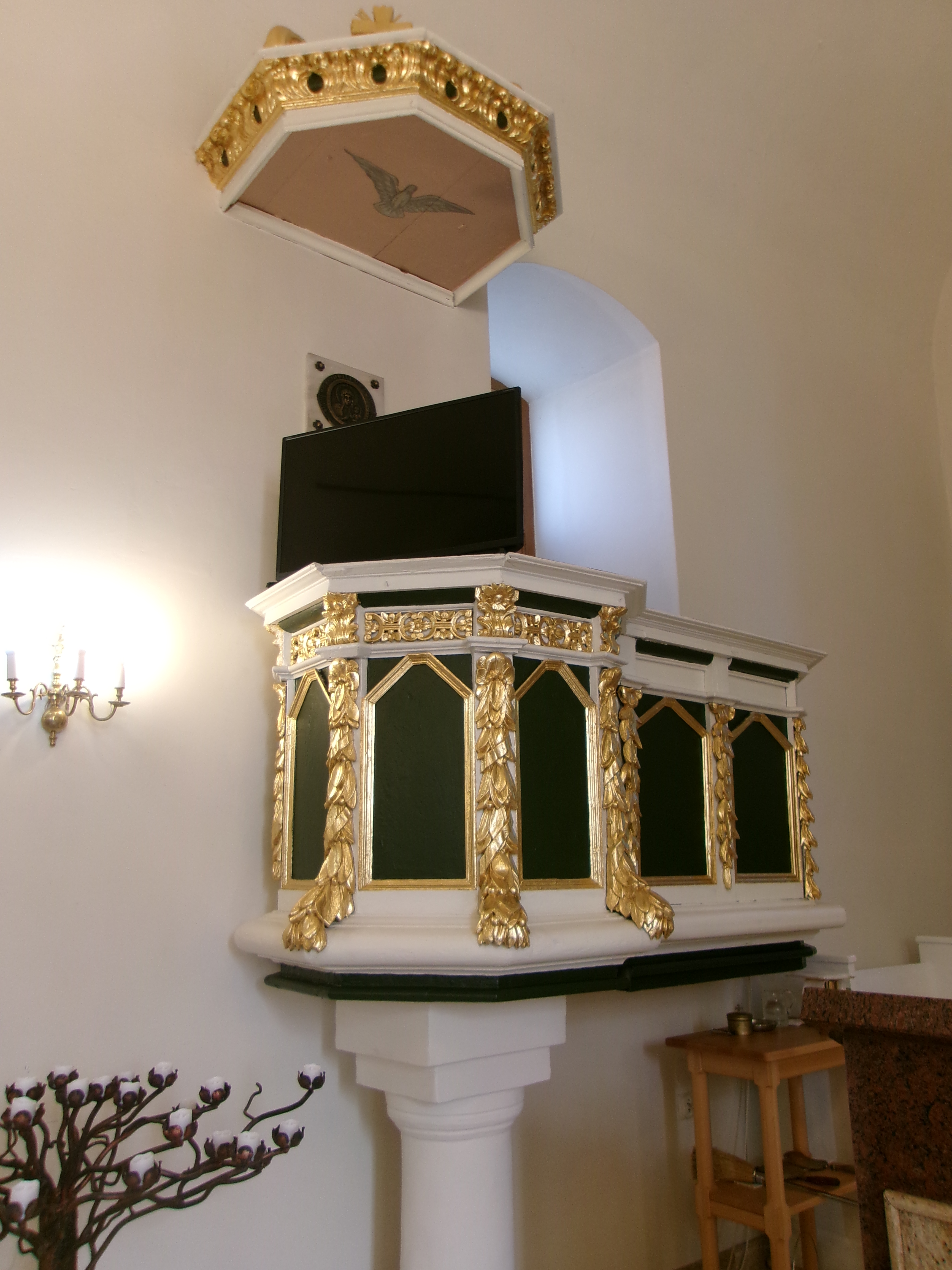
Ambona
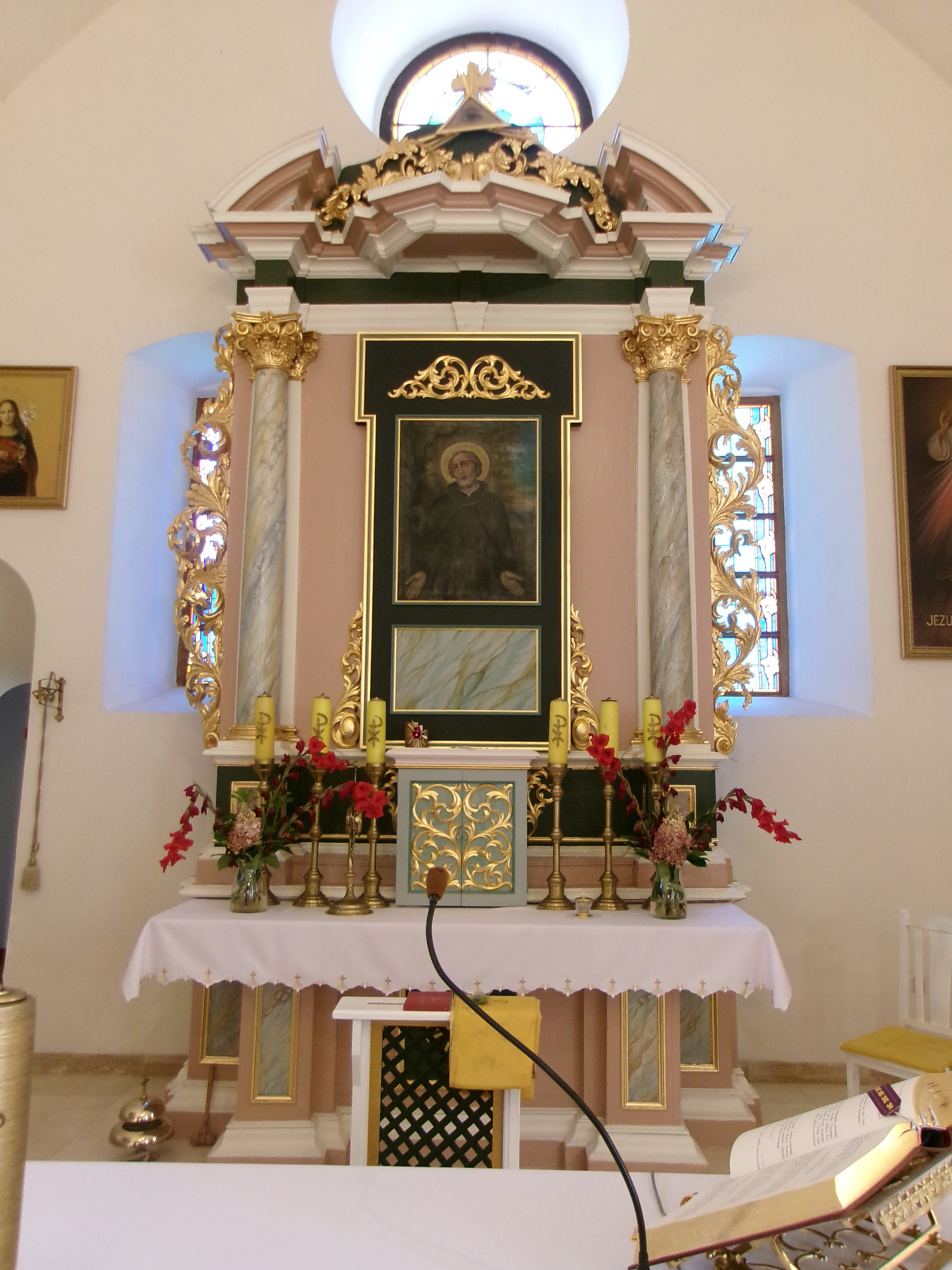
Ołtarz